# Jacques Becker
Pour les articles homonymes, voir Becker.
Jacques Becker est un réalisateur et cinéaste français, né le 15 septembre 1906 à Paris, où il est également mort le 21 février 1960. 
Entre 1935 et 1960, il signe des longs-métrages parmi lesquels on peut noter  1943 : Goupi Mains Rouges (1943), Falbalas (1945), Rendez-vous de juillet (1949), Casque d'Or (1952), Touchez pas au grisbi 1954) ou encore Le Trou (1960), son dernier film.
Il est le père du réalisateur Jean Becker.

## Biographie

### Origines et jeunesse
Jacques Louis Thomas Becker naît le 15 septembre 1906 dans le 1er arrondissement de Paris,, de Louis Étienne Becker, administrateur de la société Fulmen, et de Margaret Burns, d'origine anglaise, qui tient une maison de couture à Paris, rue Cambon, près de la maison Chanel. Jacques fait ses études aux lycées Condorcet et Carnot puis à l'école Breguet (ESIEE Paris). La famille se rend régulièrement en vacances à Marlotte-sur-Loing et fréquente Paul Cézanne, le fils du peintre. Au cours d'un de ces séjours, en 1921, Jacques Becker se lie d'amitié avec Jean Renoir, venu rendre visite aux Cézanne. Le jeune homme, de douze ans son cadet, est alors autant passionné de jazz que de cinéma et fréquente assidûment Le Bœuf sur le toit, où se produit Jean Wiéner. Il s'est d'ailleurs fait engager comme steward sur les paquebots qui font la traversée entre Le Havre et New York, pour rencontrer des jazzmen américains. Au cours d'un de ces voyages, en 1928, il fait la connaissance de King Vidor, qui souhaite l'engager comme acteur, mais le jeune homme s'intéresse plus précisément à la mise en scène.

### Carrière
Jacques Becker s'est marié et son père l'a fortement incité à rejoindre la compagnie où il travaille, mais le jeune homme s'y morfond. Il profite d'une de ses absences pour donner sa démission, et le hasard fait que le jour même, il retrouve Jean Renoir en tournage en extérieurs pour La Chienne. Il lui demande alors de l'engager et devient, en 1931, son assistant. Jacques Becker souhaite ardemment réaliser et tourne avec Pierre Prévert un court métrage intitulé Le commissaire est bon enfant. Il espère passer au long métrage et coécrit, avec Jean Castanier, un scénario intitulé Sur la cour, mais le producteur pressenti, un ami d'enfance nommé André Halley des Fontaines, inquiet, confie la réalisation du sujet à Jean Renoir. Ce dernier associe alors Jacques Prévert au projet de ce qui deviendra Le Crime de monsieur Lange. Les deux hommes se brouillent ensuite mais se réconcilient pour le tournage de La vie est à nous, Jacques Becker retrouvant sa place de premier assistant auprès de Renoir. En 1938, il parvient enfin à trouver un producteur prêt à financer son premier long métrage, L'Or du Cristobal, mais le tournage est interrompu, faute d'argent, Jacques Becker se refusant à bâcler son premier film. Alors qu'il est mobilisé, les producteurs profitent de son absence pour confier à Jean Stelli le soin de le terminer. Fait prisonnier de guerre, Jacques Becker est rapatrié à la suite d'une visite de la Croix-Rouge. Il revient à Paris et parvient enfin à engager le tournage de son deuxième long métrage, Dernier Atout.
Ainsi, sous l'Occupation, Jacques Becker réalise trois films de factures très diverses, mais qui imposent un style très découpé et fondé sur une caméra extrêmement mobile : Dernier Atout (1942), Goupi Mains Rouges (1943) et Falbalas (1945). C'est sur le plateau de Falbalas qu'est par ailleurs entreposé le matériel détourné (caméra et pellicules) qui servira au tournage du film La Libération de Paris. À la Libération, reconnu pour ses qualités morales, le cinéaste intervient pour défendre Henri-Georges Clouzot devant la commission d'épuration.
Après la guerre, il tourne plusieurs comédies, Antoine et Antoinette, grand prix au Festival de Cannes 1947, Rendez-vous de juillet (1949), prix Louis-Delluc, Édouard et Caroline (1951) et Rue de l'Estrapade (1953), qui le distinguent comme le cinéaste français « par excellence ». Son goût pour l'observation de la société d'après-guerre, son regard sur ses personnages, son talent dans la direction d'acteurs, et l'équilibre entre la justesse psychologique des dialogues et la minutie de sa mise en scène, caractérisent cette série qui met en scène diverses classes sociales. Ces comédies de couples vont plus tard inspirer la série des Doinel réalisée par François Truffaut[réf. souhaitée].
Avec Casque d'Or (1952), où Simone Signoret incarne superbement une célèbre prostituée, il réalise une chronique rigoureuse et poétique du milieu des apaches des bas-fonds parisiens en 1900. Il signe ensuite le prototype du film noir français, Touchez pas au grisbi (1954), d'après le roman d'Albert Simonin ; le film relance la carrière de Jean Gabin. Après une farce tournée pour Fernandel, Ali Baba et les quarante voleurs (1954), et une adaptation de l'univers romanesque de Maurice Leblanc, Les Aventures d'Arsène Lupin (1957), avec Robert Lamoureux dans le rôle du gentleman cambrioleur, il réalise avec Montparnasse 19 (1958), un mélodrame où Gérard Philipe incarne de façon pathétique le peintre Modigliani.
En 1960, il termine le montage de l'un de ses plus beaux films, le dernier, Le Trou, film de moraliste, à la rigueur et la sobriété intenses.

### Vie privée
Jacques Becker épouse en premières noces Geneviève Marguerite Boyard (1912-2012), avec laquelle il a deux fils Jean et Étienne Becker.
Le 2 août 1958 à Autheuil dans l'Eure, il épouse en secondes noces l'actrice Michelle Cortès, connue sous le nom de Françoise Fabian,, de près de vingt-sept ans sa cadette, avec qui il partagera sa vie jusqu'à sa mort, un an et demi plus tard. Ils ont eu une fille prénommée Marie, née en 1959.

### Mort
Jacques Becker meurt le 21 février 1960 à son domicile de la rue de Presbourg, dans le 16e arrondissement de Paris, à l'âge de 53 ans, des suites d'une hémochromatose.
Il est inhumé dans le caveau familial au cimetière du Montparnasse (22e division), situé dans la même ville.

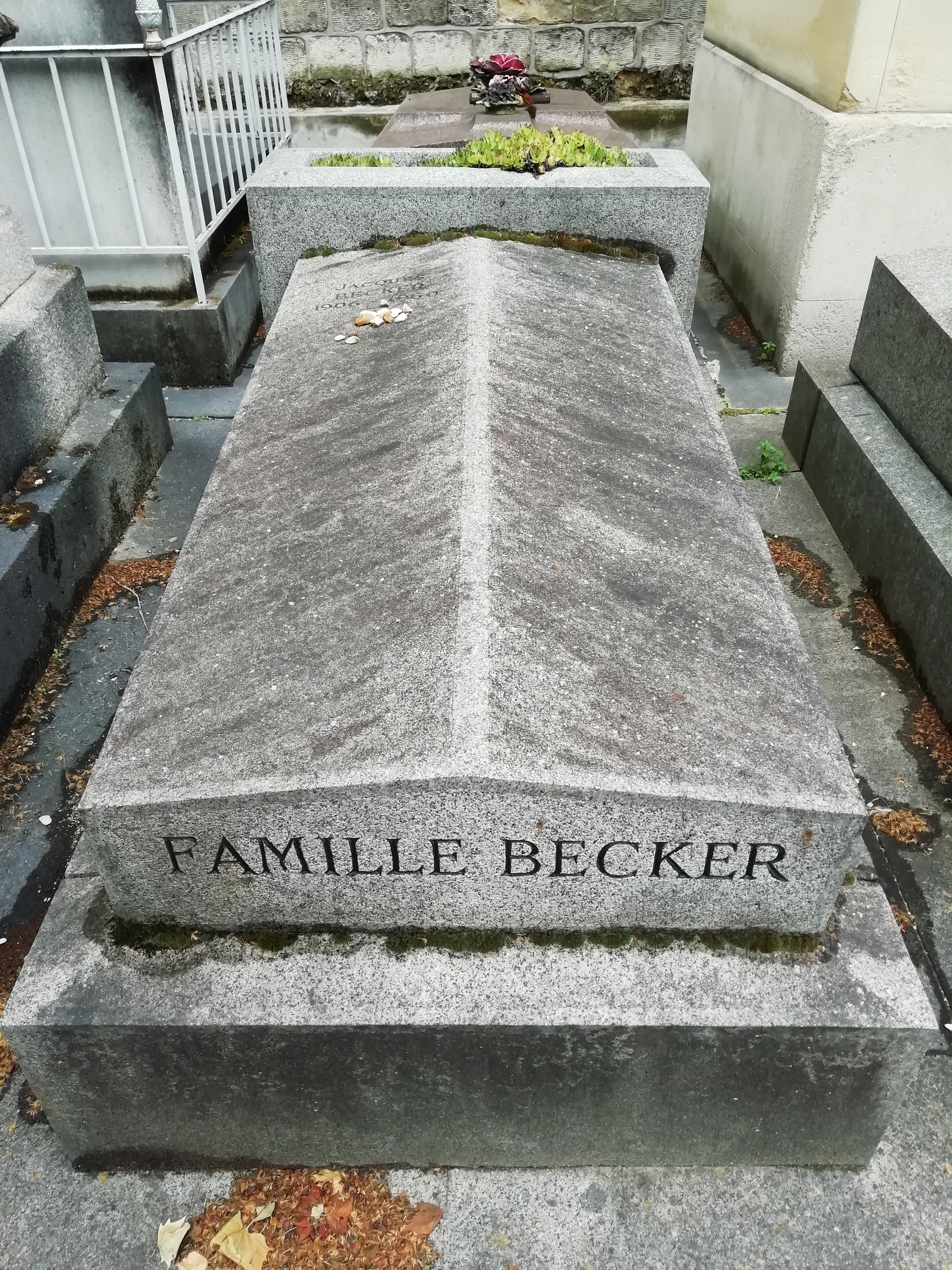
Tombe de Jacques Becker au cimetière du Montparnasse (division 22).

## Considération critique
Il est à noter que c'est dans un article sur Ali baba et les Quarante Voleurs que François Truffaut, à l'époque critique aux Cahiers du cinéma, aurait pour la première fois utilisé l'expression « politique des auteurs ». Il écrit ainsi : « Ali Baba eût-il été raté que je l'eusse quand même défendu en vertu de la Politique des Auteurs [...]. En dépit de son scénario trituré par dix ou douze personnes, dix ou douze personnes de trop excepté Becker, Ali Baba est le film d'un auteur, un auteur parvenu à une maîtrise exceptionnelle, un auteur de film. »
Bertrand Tavernier, dans son documentaire Voyage à travers le cinéma français, rend hommage à Becker dont il considère qu'il est l'un des plus grands réalisateurs français et qu'il qualifie de « cinéaste de la décence ordinaire, cette notion si chère à George Orwell, qui implique une pratique ordinaire de l’entraide, de la confiance mutuelle, des liens sociaux minimaux, mais fondamentaux ; non pas une morale, mais un sens spontané de ce qui doit se faire ou ne doit pas se faire. »

## Filmographie

### Réalisateur
- 1935 : Tête de turc, moyen métrage
- 1935 : Le commissaire est bon enfant, le gendarme est sans pitié, moyen métrage tourné avec Pierre Prévert
- 1940 : L'Or du Cristobal, film achevé par le cinéaste Jean Stelli
- 1942 : Dernier Atout
- 1943 : Goupi Mains Rouges
- 1945 : Falbalas
- 1947 : Antoine et Antoinette
- 1949 : Rendez-vous de juillet
- 1951 : Édouard et Caroline
- 1952 : Casque d'Or
- 1953 : Rue de l'Estrapade
- 1954 : Touchez pas au grisbi
- 1954 : Ali Baba et les Quarante voleurs
- 1957 : Les Aventures d'Arsène Lupin
- 1958 : Montparnasse 19
- 1960 : Le Trou

### Assistant réalisateur
- 1931 : Allô... Allô... de Roger Lion, moyen métrage
- 1931 : Y'en a pas deux comme Angélique de Roger Lion
- 1932 : La Nuit du carrefour de Jean Renoir
- 1932 : Boudu sauvé des eaux de Jean Renoir
- 1933 : Chotard et Cie de Jean Renoir
- 1934 : Madame Bovary de Jean Renoir
- 1936 : La vie est à nous de Jean Renoir
- 1936 : Partie de campagne de Jean Renoir
- 1936 : Les Bas-fonds de Jean Renoir
- 1937 : La Grande Illusion de Jean Renoir
- 1938 : La Marseillaise de Jean Renoir
- 1940 : L'Héritier des Mondésir d'Albert Valentin